# Ночные эрекции
Ночные эрекции (англ. nocturnal penile tumescence — ночное набухание пениса; разг. «утренняя эрекция») — спонтанная эрекция во время сна или при пробуждении. Все мужчины без физиологической эректильной дисфункции испытывают это явление, обычно 3—5 раз за ночь, как правило, в фазе быстрого сна. Предполагается, что ночные эрекции предотвращают некоторые заболевания пениса.

## Диагностическое значение
Ночные эрекции используются для определения того, является ли эректильная дисфункция психологической или физиологической. Пациент с ночными эрекциями получает эластичное устройство, которое он надевает на пенис во время сна. Устройство определяет изменения толщины пениса и направляет данные на компьютер для дальнейшей обработки. Если ночные эрекции присутствуют, причина эректильной дисфункции определяется как психологическая, в противном случае она считается физиологической.

## Механизм
Причины ночных эрекций точно не известны. Банкрофт предполагает, что норадренергические нейроны голубого пятна ингибируют (подавляют) эрекцию, и прекращение их деятельности во время быстрого сна может создать связанное с тестостероном возбуждение, приводящее к ночной эрекции.
Рефлекторная эрекция контролируется крестцовыми нервами S2—S4. Полный мочевой пузырь может стимулировать возбуждение нервов в этой области, что приводит к эрекции как реакции на переполнение мочевого пузыря.
Возможность того, что полный мочевой пузырь вызывает эрекцию, особенно во время сна, поддерживается также тем, что это явление было бы полезным, помогая предотвращать энурез. Однако наличие аналогичного явления у женщин — ночного набухания клитора — заставляет думать, что предотвращение энуреза, вероятно, не является единственной причиной.